# Cervonîi Roveț, Korostîșiv
Cervonîi Roveț (în ucraineană Червоний Ровець) este un sat în comuna Humennîkî din raionul Korostîșiv, regiunea Jîtomîr, Ucraina.

## Demografie
Componența lingvistică a localității Cervonîi Roveț
     Ucraineană (88,89%)
     Rusă (11,11%)
Conform recensământului din 2001, majoritatea populației localității Cervonîi Roveț era vorbitoare de ucraineană (88,89%), existând în minoritate și vorbitori de rusă (11,11%).